# Joan Josep Omella i Omella
Joan Josep Omella i Omella (Queretes, Matarranya, Aragó, 21 d'abril de 1946), cardenal i arquebisbe matarranyenc, és l'arquebisbe metropolità de Barcelona i ha estat el president de la Conferència Episcopal Espanyola entre els anys 2020 i 2024.

## Biografia
Va néixer el 21 d'abril de 1946 a la població de Queretes (Matarranya).
Estudià al Seminari de Saragossa i al Centre de Formació dels Pares Blancs a Lovaina i Jerusalem. El 20 de desembre de 1970 va ser odenat prevere i durant el seu ministeri sacerdotal, va treballar com a coadjutor i com a rector, i entre el 1990 i el 1996 va ser vicari episcopal a la arxidiòcesi de Saragossa. Durant un any va ser missioner a Zaire.
El 15 de juliol de 1996 va ser nomenat bisbe titular de Sasau i auxiliar de Saragossa pel papa Joan Pau II i va ser consagrat bisbe el dia 22 de setembre del mateix any per l'arquebisbe de Saragossa, Elías Yanes Álvarez. El 27 d'octubre de 1999, el mateix papa el va nomenar bisbe de Barbastre-Monsó, diòcesi de la qual va prendre possessió el 12 de desembre. Entre el 24 d'agost de 2001 i del 19 de desembre de 2003 va ser l'administrador apostòlic d'Osca. També va ser administrador apostòlic de Jaca entre el 19 d'octubre de 2001 i el 19 de desembre de 2004. Fou nomenat bisbe de Calahorra i La Calzada-Logronyo el 8 d'abril de 2004 per Joan Pau II i va prendre possessió el dia 29 de maig.
Entre els anys 1999 i 2015 va ser consiliari nacional de Mans Unides i l'any 2013 va ser investit prior honorari de la Verge de Valvanera pel Capítol de Cavallers amb motiu de la seva tasca amb el pelegrinatge de la verge pels diferents municipis de la Rioja amb motiu de l'any de la fe.
La Santa Seu el nomenà membre de la Congregació per als Bisbes el 6 de novembre de 2014.
Fou nomenat arquebisbe metropolità de Barcelona el dia 6 de novembre de 2015 pel papa Francesc. Va prendre possessió de la seu barcelonina el dia de Sant Esteve del mateix any.
A la Conferència Episcopal Espanyola ha estat membre (des de 1996) i president (2002-08 i 2014-17) de la Comissió Episcopal de Pastoral Social i membre de les Comissions Episcopals de Pastoral (1996-99) i Apostolat Seglar (1999-2002 i 2008-11). Des del 14 de març de 2017 és membre del Comitè Executiu.
El 21 de maig de 2017 el papa Francesc va anunciar el seu nomenament com a cardenal i va ser creat el 28 de juny al consistori ordinari públic celebrat a la bastílica de Sant Pere del Vaticà i va rebre el títol de cardenal prevere de la Santa Seu de Jerusalem.
El 3 de març del 2020 va ser escollit president de la Conferència Episcopal Espanyola. El març del 2023 el papa Francesc el va nomenar membre del Consell de Cardenals, convertint-se en el català més influent a Roma de les darreres dècades.

## Polèmiques
El 13 de gener de 2017, durant la roda de premsa de presentació del llibre Exhortació del papa Francesc. L'alegria de l'amor, condemnà la interrupció de l'embaràs també en casos de violació, tot dient que «comprèn el dolor» però «el més important és la creació». De la mateixa manera, argumentà que si s'accepta el dret a decidir sobre la vida d'una altra persona «s'hauria de justificar a un terrorista». Aquestes intervencions es dugueren a terme després que un periodista li preguntés sobre les declaracions del bisbe de Vic, Romà Casanova, en les que comparà l'avortament amb un genocidi.
Com a arquebisbe de Barcelona signa a la web de l'arquebisbat amb el nom en castellà (Juan José) o en català (Joan Josep) depenent de l'idioma en què es consulta la web. Oralment utilitza una varietat estàndard de català central com a Arquebisbe. Alguns sectors de l'Església l'han criticat per transmetre missatges unionistes.
El 2021, Omella va reconèixer que l'Església catòlica s'havia apropiat d'un miler de béns immobles, després que el Govern espanyol enviés una llista amb un total de 34.961 béns immatriculats per l'Església del 1998 al 2015.